# ایریس وسیک
ایریس وسیک (انگلیسی: Iiris؛ زادهٔ ۱۶ ژوئیهٔ ۱۹۹۱) خواننده، ترانه‌سرا و بازیگر تئاتر اهل استونی است. وی از سال ۲۰۰۳ میلادی تاکنون مشغول فعالیت بوده‌است.